# Rhyacophila monstrosa
Rhyacophila monstrosa är en nattsländeart som beskrevs av Levanidova och Schmid 1977. Rhyacophila monstrosa ingår i släktet Rhyacophila och familjen rovnattsländor. Inga underarter finns listade i Catalogue of Life.